# Frans Henrik Kockum den äldre

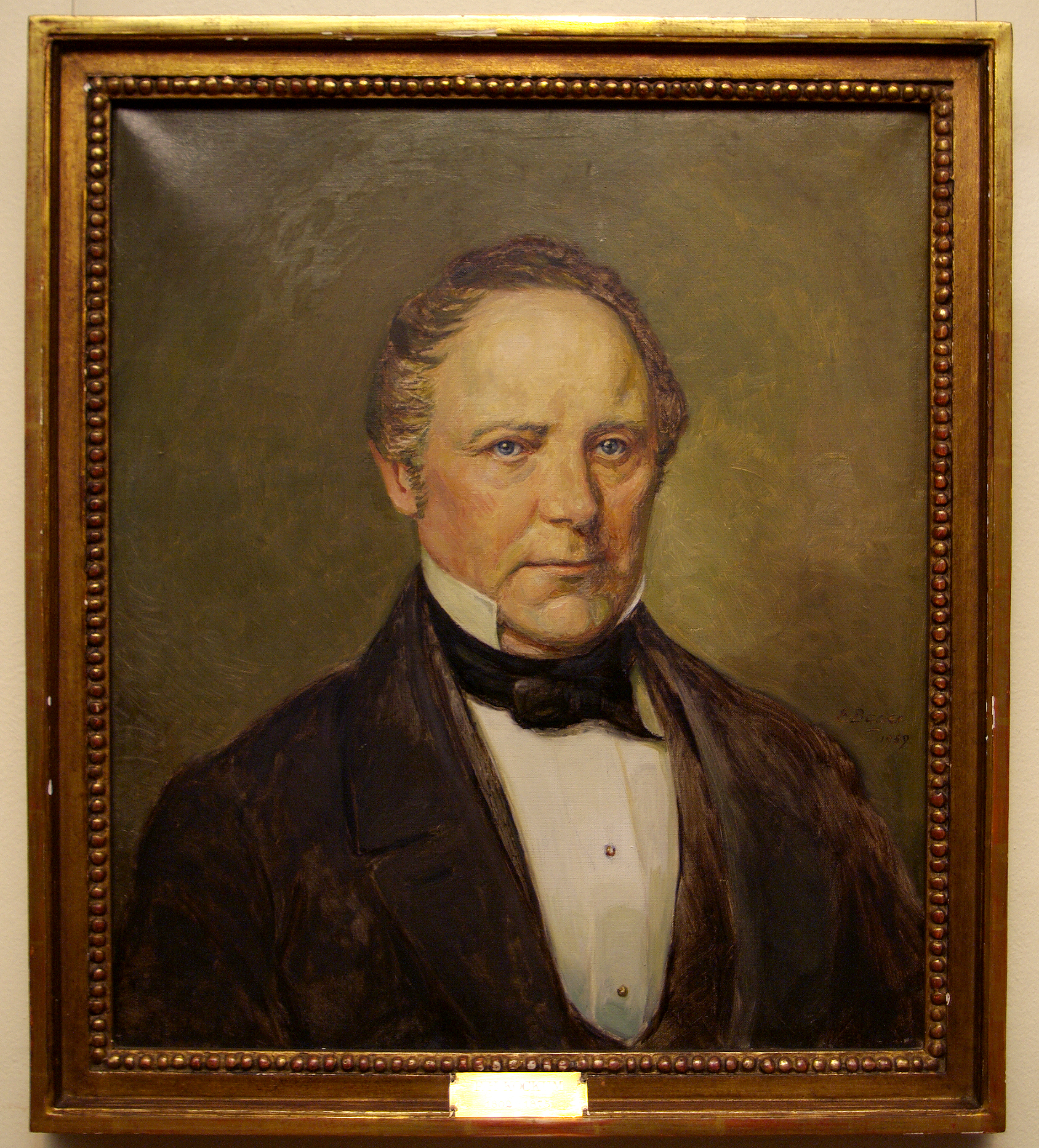
Porträtt av Frans Henrik Kockum.

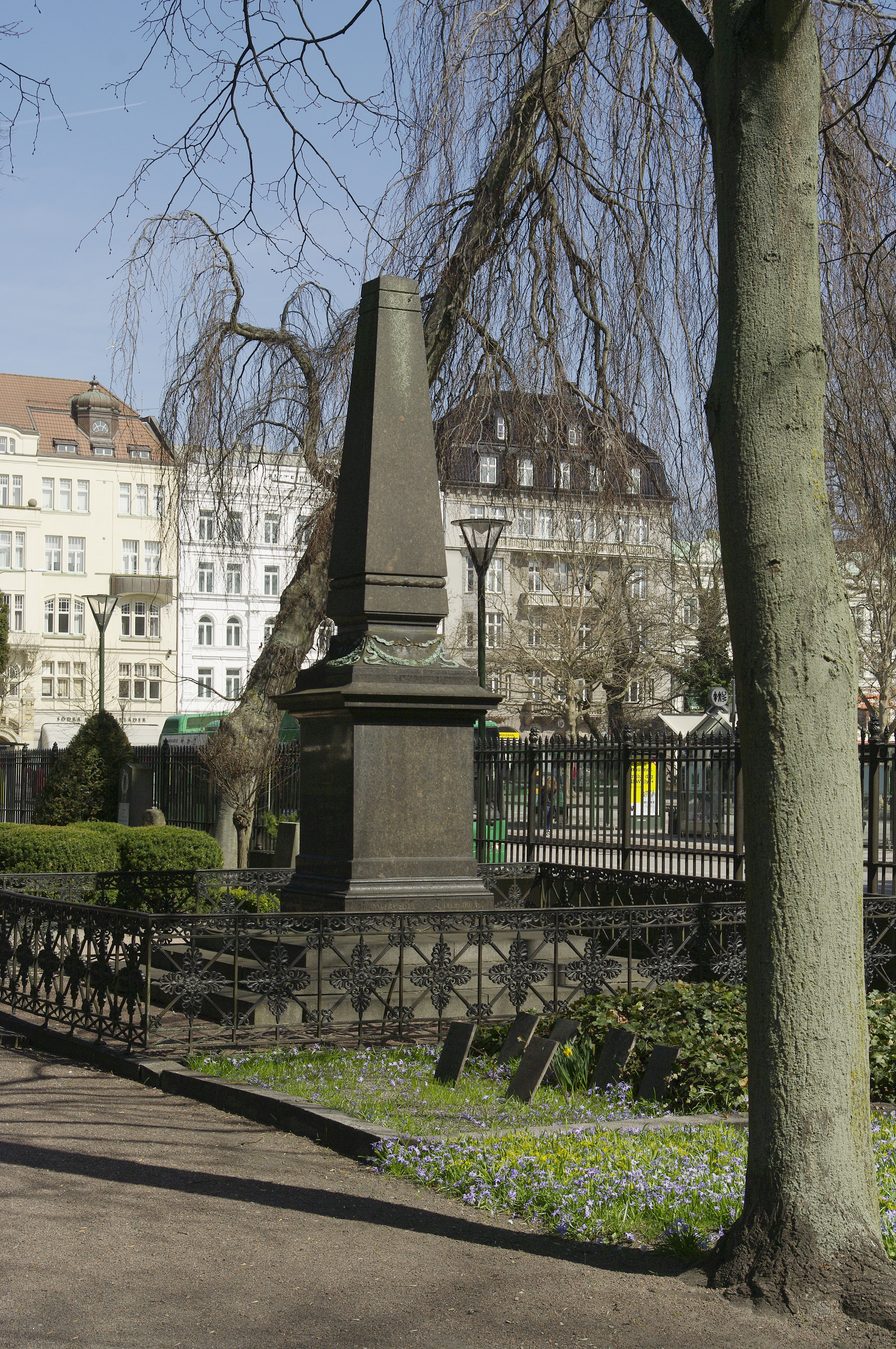
Frans Henrik Kockums grav på Gamla kyrkogården i Malmö.

Frans Henrik Kockum, född 27 september 1802 i Malmö, död 12 februari 1875 i Malmö, var en svensk industriman.

## Biografi
Frans Henrik Kockum var son till Lorens Kockum och Anne Sophie Suell. Efter avslutad skolundervisning och ett års studier vid ett handelsinstitut i Lübeck blev han bokhållare hos sin far. Vid faderns död 1825 försattes dödsboet i konkurs och Frans Henrik Kockum stod nu utan tillgångar. Genom borgenärernas tillstånd fick han dock möjlighet att arrendera den av Frans Suell grundade tobaksfabriken i Malmö som ägts av hans morföräldrar. På konkursauktionen efter fadern 1826 kunde han på kredit köpa fabriken. Han moderniserade snabbt utrustning och tillverkningsmetoder och redan tio år senare var fabriken en av de största tobaksfabrikerna i Sverige. 1866 ombildades den till aktiebolag under namnet F. H. Kockums tobaksfabriks AB.
Frans Henrik Kockum var även kommunalpolitiskt aktiv, 1831–1850 ledamot av Malmö stads äldste och 1839–1866 ledamot av hamndirektionen. 1853–1869 var han ledamot av styrelsen för tekniska Elementarskolan i Malmö och ledamot av Stadsfullmäktige i Malmö 1863–1866.
År 1827 övertog han Lomma tegelbruk, som tidigare ägts av hans far, och utvidgade verksamheten, den ombildades 1871 till Skånska Cement, med Kockum som delägare. Sedan Kockum 1838 köpt Holmen i Södra Förstaden (nuvarande Davidshall), anlade han där 1840–41 Kockums Mekaniska Verkstads AB. Kockum köpte år 1845 Örmo bruksegendom i Kronobergs län, med masugn, gjuteri och mekanisk verkstad samt blev delägare 1849. Från 1852 blev Kockum ensam ägare av Kallinge kvarn i dagens Kallinge, Blekinge län, där han lät anlägga ett bruk för tillverkning av kopparkärl, senare ändrad till stångjärns-, plåt- och spikmanufakturverk. I Ronneby anlade han 1856 en fabrik för tillverkning av förtennta och galvaniserade kärl av stål- och järnplåt. Verksamheten i Ronneby lät Kockum driva som en egen gren som Kockums Emaljerverk. I samband med hans död ombildades bruken till Kockums Jernverks AB.
Kockum engagerade sig även på andra håll, 1840–1850 var han delägare i Malmö Ångbåts AB, 1847–1850 i Gällivare malmfält, 1851–1853 i Landskrona sockerfabrik, styrelseordförande i Skånska sockerfabrik AB 1853–1872, delägare i Manufakturaktiebolaget i Malmö 1855–1872, delägare i Mattssonska bryggeriet i Malmö 1856–1872, delägare i Virsums kopparverk 1860–1863. Han var även delägare i bryggeri och såpfabrik i Åbo, Kockums mekaniska verkstad i Füzesabony i Ungern, Malmö franska ångkvarns AB, Tändstickfabriken Phoenix i Malmö, Benmjöls AB i Malmö och Malmö porslinsfabrik.

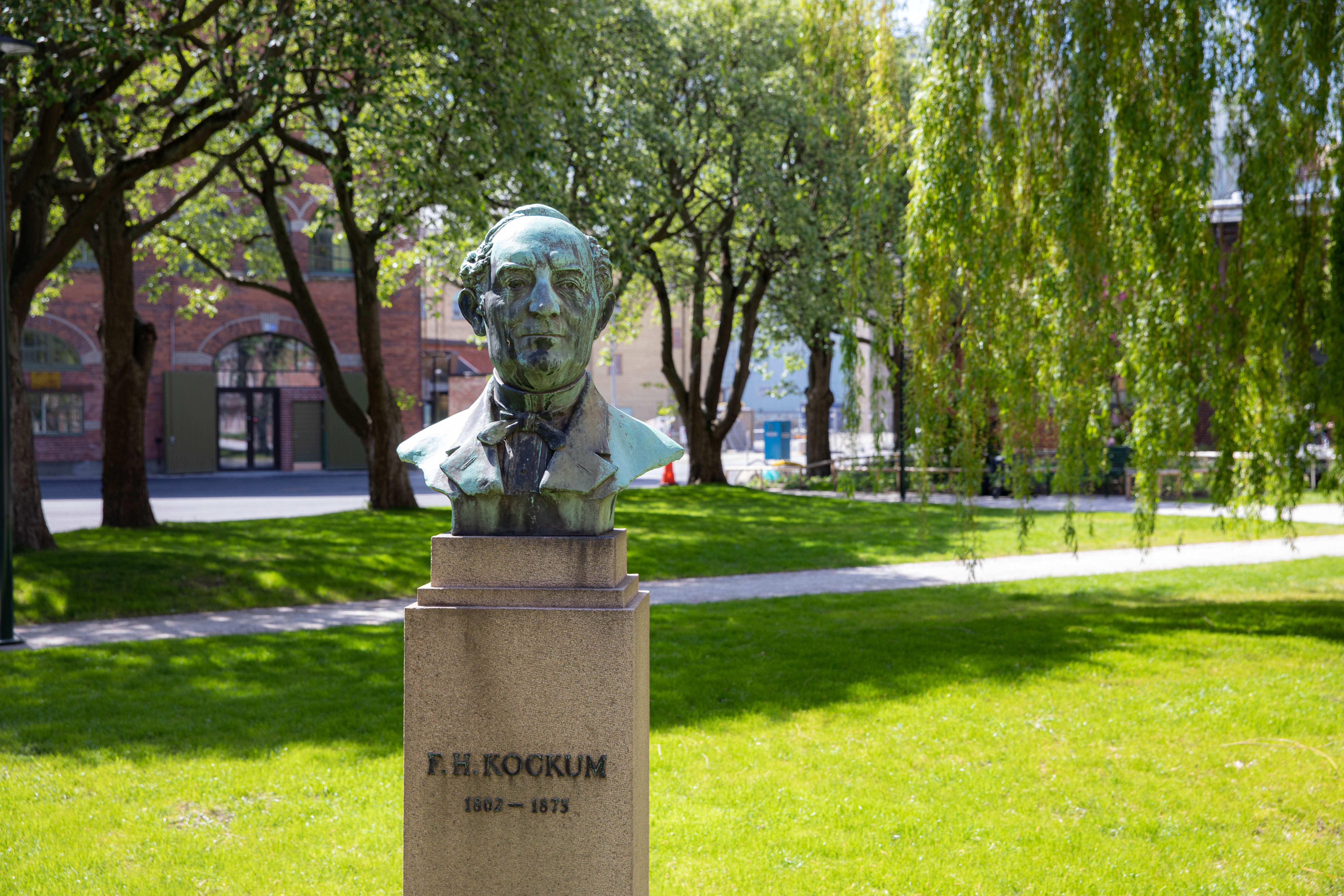
Byst av Kockum i Nils Holmströms plats på Kockums Mekaniska Verkstads gamla industriområde i Malmö.

Arkivet över Frans Henrik Kockums Tobaksfabrik, liksom Kockums familjearkiv, finns på Malmö stadsarkiv.
Han gifte sig 1829 med Christina (Jeanna) Dorothea Beijer (1805-1875). Han var far till Frans Henrik Kockum den yngre, farfar till Frans Henrik Kockum den yngste och farfars far till Herbert Kockum. 
Kockum är begravd på Gamla kyrkogården i Malmö.